# Château de Wideville
Le château de Wideville est situé  en France sur la commune de Crespières dans le département des Yvelines, en région Île-de-France, à 17 km à l'ouest de Saint-Germain-en-Laye.
Château de style Louis XIII, il est situé à la limite entre Crespières et Davron.
Le nom de Wideville est obscur, la phonétique correspond à celle de la langue d'oïl septentrionale (conservation du w). La graphie actuelle conservatrice est de type picard ou champenois. Dans la région, on attendrait un [g] initial caractéristique du français central (francien). Il peut s'agir d'une terre acquise à l'origine par un compagnon de Guillaume le Conquérant, Hugues de Wideville (attesté également sous les formes Udeville et Videville en 1366, Guideville en français central). Cette famille a fait souche en Angleterre.

## Histoire
Le domaine de Wideville appartient au XVIe siècle à la famille Le Picart. Il est ensuite la propriété de Jean Bertrand, garde des sceaux d'Henri II puis archevêque de Sens et cardinal, puis de Pierre Picquet, trésorier de la reine de Navarre (1562-1579).
Le domaine est vendu le 18 février  par la veuve de Pierre Picquet, trésorier de la reine de Navarre, à Benoît Milon, premier et principal intendant des finances d'Henri III puis gestionnaire des finances de la Ligue. Le petit manoir qui a précédé le château actuel est décrit dans cet acte de vente. C'est la veuve de Pierre Picquet, Madeleine de Crèvecœur, remariée en 1595 avec Nicolas Chevallier, et usufruitière du domaine jusqu'à sa mort en 1629, qui le transmet par héritage à la famille de Longueil. Dans l'acte de vente du manoir, la veuve de Pierre Picquet a inclus une clause de rachat du domaine et Benoît Milon a prévu qu'en cas d'éviction du domaine, les frais qu'il aurait engagés pour des travaux lui seront remboursés. Cette dernière clause du contrat de vente montre que Benoît Milon avait prévu d'entreprendre des travaux. On a retrouvé cinq marchés de travaux passés devant un notaire parisien entre février 1580 et mai 1584.
Benoît Milon est un financier originaire de Blois. Il est successivement contrôleur de l'écurie du roi, en 1564, trésorier ordinaire des guerres, en 1569, principal intendant et contrôleur des finances, en 1573. En 1581, il cumule cette charge avec une présidence en la Chambre des comptes de Paris. Il perd brusquement la confiance du roi à l'automne 1584 et doit s'enfuir en Allemagne. Il a joué un rôle actif auprès de l'Union catholique en gérant ses finances à partir de sa fondation, en 1589, jusqu'à sa mort en juillet 1593. L'inventaire après décès de sa bibliothèque a montré qu'il possédait plusieurs recueils de Jacques Androuet du Cerceau.
Il y fait construire le château actuel sur l'emplacement d'un ancien manoir, de 1580 à 1584, selon les plans des « maisons des champs » de Jacques Androuet du Cerceau, issus de son Livre d'Architecture […] pour seigneurs, gentilshommes et autres qui voudront bastir aux champs. Un premier marché est passé le 10 février 1580 avec le maître maçon Denis Fleury pour les « tailles et maçonnerie qu'il convient de faire de neuf pour bastir et construire le chateau et corps d'hostel de Wydeville ... » . Benoît Milon indique qu'il a fait faire les « portraict et desseing » sans préciser s'ils ont été obtenus de Jacques Androuet du Cerceau ou de sa propre main. Catherine Grodecki pense que les dessins sont d'Androuet du Cerceau car certains éléments, comme les escaliers et la symétrie de l'ensemble, sont caractéristiques de sa manière. Dans le même contrat Denis Fleury s'engage à démolir l'ancien corps d'hôtel à l'emplacement duquel doit être construit le nouveau château. Le contrat prévoit que le nouveau château doit avoir 21 toises de long et 23 pieds de large, soit 42 mètres de long sur 8 mètres de largeur, non compris la saillie des pavillons d'extrémité. Le château doit avoir trois étages et un sous-sol voûté semi-enterré pour les offices et la cuisine. En mai 1581 est passé le marché de plomberie. Un marché passé le 2 mai 1584 indique qu'après avoir fait reconstruire la chapelle, Benoît Milon prévoit de la faire décorer par Toussaint Dubreuil, maître peintre à Paris.
Le 29 septembre 1630, René de Longueil et son épouse, Madeleine Boullenc de Crèvecœur, vendent le château à Claude de Bullion, futur surintendant des finances de Louis XIII. Le château était resté la propriété de Madeleine de Crèvecœur, veuve de Benoît Milon, et de son second époux, le président Chevalier, jusqu'à leurs morts, en décembre 1629 et février 1630.
Un contrat du 13 octobre 1632 passé par Claude de Bullion montre que le domaine est remanié en faisant redessiner et embellir les jardins, en les agrémentant de fabriques. Un contrat est passé le 26 octobre 1639 avec Philibert Le Roy pour remplacer les carrelages en terre cuite du château par des carreaux émaillés de Hollande blanc et bleu.
Si Claude de Bullion n'a pas fait construire le château, il a fait d'importantes dépenses pour aménager les dehors. Il a fait participer les meilleurs décorateurs de son époque, Simon Vouet pour la peinture, Jacques Sarrazin et Philippe de Buyster pour la sculpture. Il a fait réaliser la grotte. Un marché est passé le 30 juillet 1635 avec Martin La Flèche, maître maçon à Saint-Germain-en-Laye, pour exécuter « la massonnerye nécessaire pour la construction d'une grotte, bassin et closture de ladicte grotte » sur les indications et le dessin de « Monsieur Francynes, intendant général des fontaynes du Roy ». Thomas Francine est donc le concepteur de la grotte du château de Wideville. Il n'a pas été trouvé de contrat donnant le décor de la grotte. La grotte était située au fond d'un enclos carré de 20 toises de côté au centre duquel se trouvait un bassin carré de 10 toises de côté. Un contrat daté du 5 février 1636 a été passé avec le serrurier François Marchant pour la fourniture de la grille pour la porte de l'enclos. Le niches étaient garnies de sculptures de déesses et de figures mythologiques réalisées par Philippe de Buyster. Cette grotte et ce qui restait de l'enclos est décrit par le comte d'Esclimont, en 1731.
En octobre 1639, Claude de Bullion fait construire le pavillon du bois augmenté de deux belvédères à balcons pour jouir de la vue sur la vallée, une serre et une galerie abritant un jeu de boules et deux volières à ses extrémités. Des peintures sont commandées par Simon Vouet. Claude de Bullion meurt à la fin de l'année 1639. C'est sa veuve, Angélique Faure, qui règle les dépenses, en 1643. Ces dernières transformations ont été supprimées par le comte d'Esclimont en 1731.
Un demi-siècle plus tard, Noël de Bullion agrandit le domaine et fait bâtir le colombier.
Au XVIIIe siècle parmi ses propriétaires célèbres, citons le duc d'Uzès (Jean-Charles de Crussol) (1675-1739) époux d'Anne Marguerite de Bullion, Adrienne Émilie Félicité de La Baume Le Blanc, duchesse de Lavallière et de Châtillon (1717-1797).
Au XIXe siècle, Bonabes VI Louis Victurnien Alexis, marquis de Rougé (1778-1839). En 1870, le château est la propriété du comte de Galard, qui y entreprend de sévères restaurations extérieures (ravalement des maçonneries) et intérieures (suppression de la vis, rénovations des peintures des solivages et faux enduits sur les murs et les voûtes), sous la direction de l'architecte Clément Parent (1823-1884), mais sans que soient modifiées les principales dispositions.
Au XXe siècle, en 1921, plusieurs éléments du mobilier du château sont vendus, notamment le triptyque du château de Pagny, apporté à Wideville par le duc d'Uzès, et acquis en 1945 par le musée de Philadelphie. La baronne Antoinette Léonino (1894-1990) achète le château aux Galard avant 1930, fille du baron Emmanuel Leonino et de Berthe Juliette de Rothschild. Elle épousa en 1921 Gérard de Chavagnac (1884-1961), dont elle divorce. Elle doit fuir pendant la guerre, le domaine est occupé par les Allemands. Après-guerre le domaine revient dans la famille du comte Antoine de Chavagnac (1922-2008) qui le vend en 1981 à l'homme d'affaires franco-américain Jacques Setton. 
Il est la propriété du couturier italien Valentino Garavani depuis 1995.

## Architecture
Isolé sur une plate-forme ceinte de fossés cantonné de petits bastions en brique qui rendaient inutiles les ailes en retour et le mur de clôture traditionnel, Wideville est composé d'un corps de logis unique animé d'un haut pavillon central et de deux petits pavillons latéraux aux extrémités des deux corps longitudinaux plus bas, formule héritée de Jacques Androuet du Cerceau.
Le plan de l'édifice s'apparente à ceux de Du Cerceau, dans la disposition symétrique des appartements (deux à chaque étage de part et d'autre des vestibules et des salles du pavillon central.
Il s'agit d'une élévation d'une grande simplicité. Les façades sont composées d'un parement en briques et les chambranles harpées des fenêtres sont en pierre blanche de Crespières. Le seul ornement réside dans la façade arrière avec deux travées de niches des tableaux laissés nus entre les baies. Elles avaient été garnies en 1630 des statues des quatre éléments de Jacques Sarrazin.
Les combles sont éclairés d'oculi à bossages chanfreinés, d'un type courant chez Du Cerceau. Ils alternent avec des lucarnes à fronton, à base interrompues et ailerons.
L'entrée se présente sous la forme d'un portique, au dessin proche de celui que Philibert de l'Orme réalisa en 1550 à Saint-Léger-en-Yvelines.

## Intérieur
Le logis possède quatre cheminées sculptées, attribuées à Mathieu Jacquet (fin du XVIIe siècle), dont l'une présente une peinture de nature morte à personnage par Louise Moillon (vers 1633).
Les pièces du rez-de-chaussée sont ornées de poutrelles anciennes peintes par Simon Vouet.
Les escaliers à vis et montée droite possèdent des balustrades en bois.

## Jardins

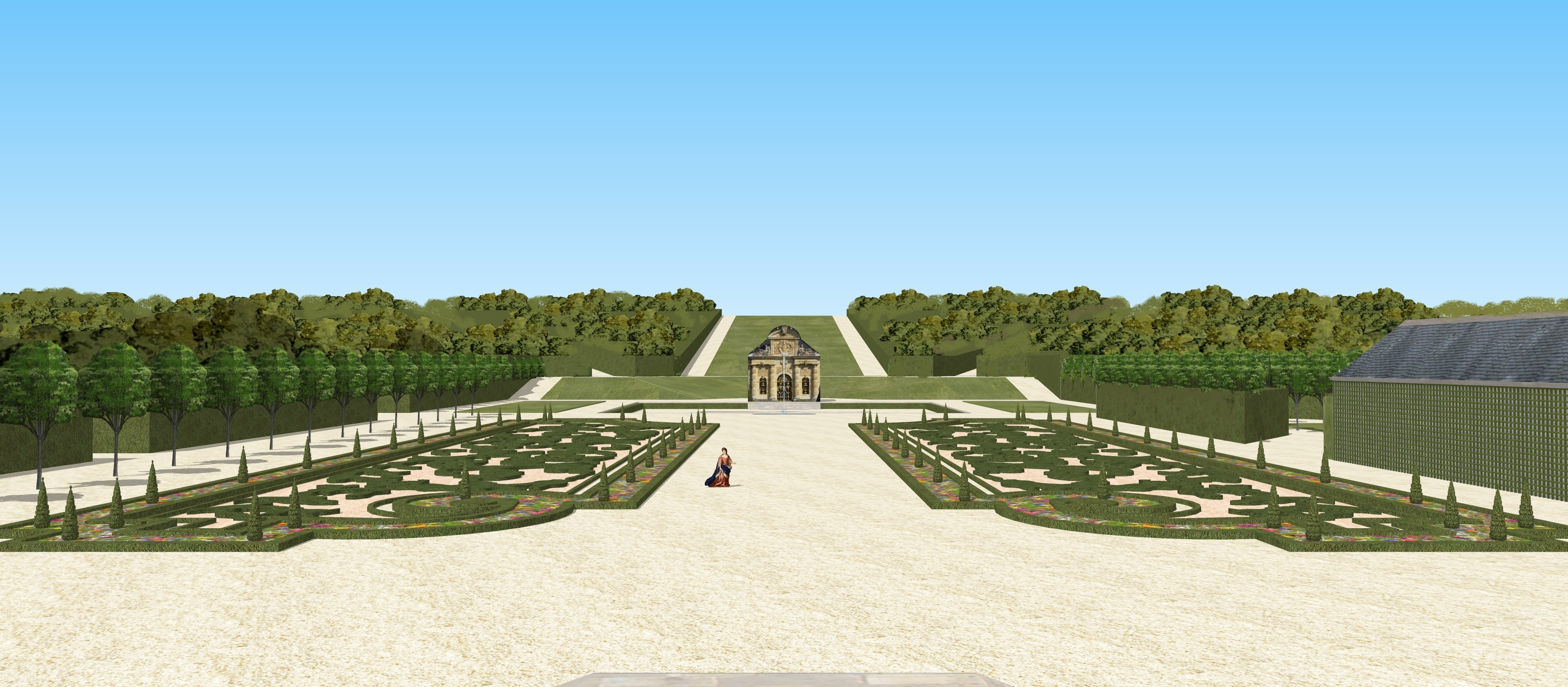
Vue des jardins de Wideville depuis le rez-de-chaussée du château.

- L'ermitage, datant du XVIIIe siècle, est orné de boiseries de style Louis XV.

Il ne reste des bâtiments des jardins anciens plus aucune trace, hormis la grotte, presque intacte, qui est le seul vestige visible. Les autres éléments ont été détruits, notamment en 1733.
- À l'extérieur des douves était construite une galerie ouverte menant à une petite chapelle élevée pour Benoît Milon, décorée en 1584 de peintures de Toussaint Dubreuil (disparues).

- Grotte artificielle, l'une des dernières existantes, édifiée entre 1635 et 1636 par l'italien Thomas Francine, intendant général des fontaines du roi, dans un style proche de la grotte du palais du Luxembourg (1630). Son décor intérieur est en mosaïque de pierres et de coquillages, et des sculptures de stuc encadrant un plafond peint par Simon Vouet (Le Parnasse au plafond, Jupiter et Antiope sur les voussures...), restauré de 1970 à 1976. Les sculptures en stuc sont de Jacques Sarrazin et Philippe de Buyster. Les grilles en fer forgé à décor floral en tôle martelée qui en ferment l'entrée et les trois baies d'ouvertures sont l'œuvre du serrurier parisien François Marchand (1636). Les murs sont décorés de coquillages et cristaux polychromes. Elle se présente sous la forme d'un petit bâtiment sur plan carré avec une façade en arc triomphal. Elle est recouverte de congélation. Elle se trouvait à l'origine au fond d'un nymphée qui était composé d'un enclos carré aux murs creusés sur leurs faces internes de niches, dans lesquelles étaient disposées des statues de dieux et de déesses réalisées par Philippe de Buyster. Ce nymphée, probablement construit par l'architecte Lemercier, enfermait en son centre un bassin carré. Détruit en 1819, seules sept statues ont été sauvées. Elles ornent aujourd'hui le tapis vert à l'entrée du château.

## Télévision
Le château a servi en 1960 de lieu de tournage pour le téléfilm Hauteclaire ou le Bonheur dans le crime de Jean Prat.